# Smerinthus ocellatus
Smerinthus ocellatus (Molia sfinx ochi-de păun sau molia ochi-de-păun de noapte) este o specie de molie din familia Sphingidae. Este întâlnită în Europa.
Anvergura este de 70 până la 80 mm. 

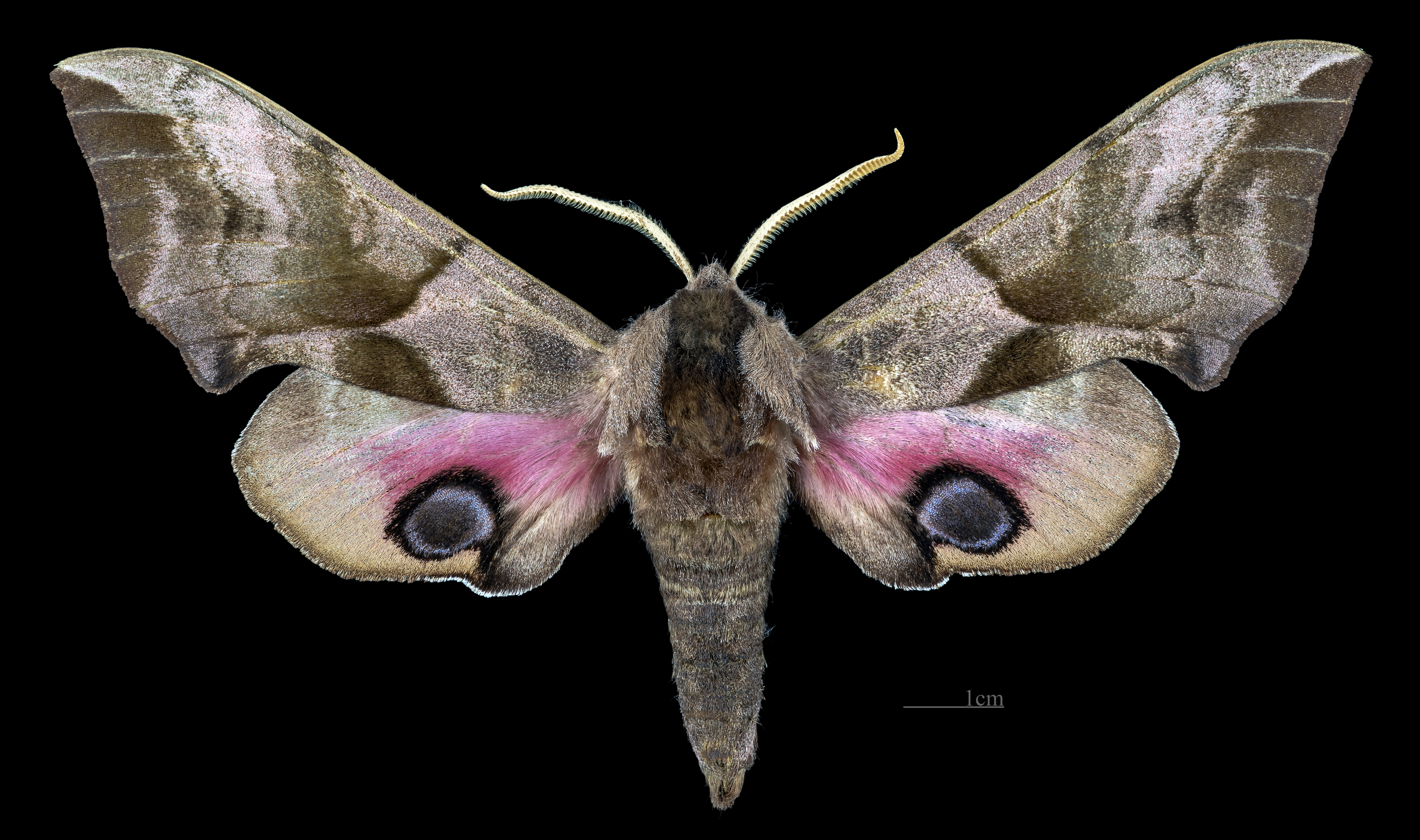
Smerinthus ocellata ♀
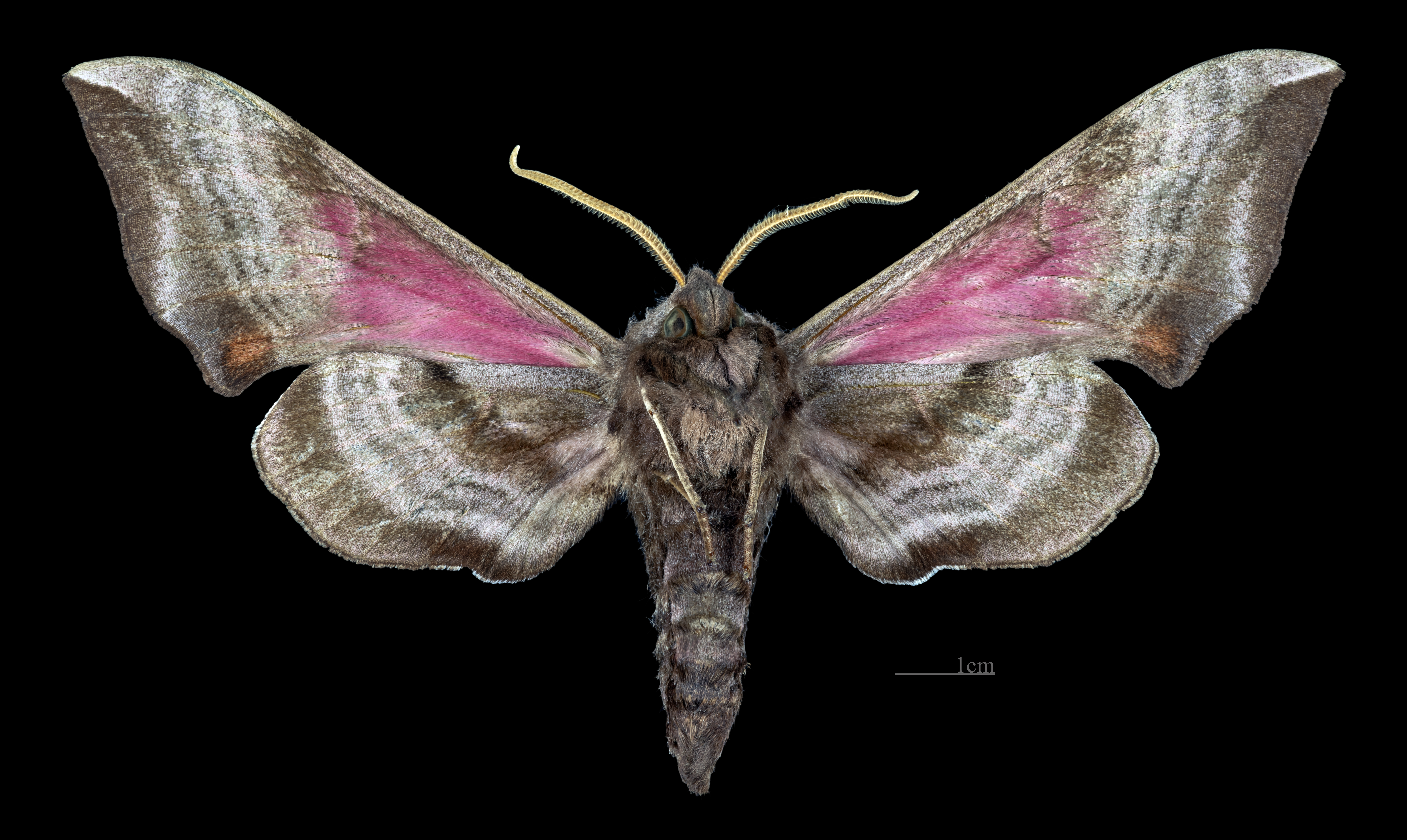
Smerinthus ocellata  ♀ △
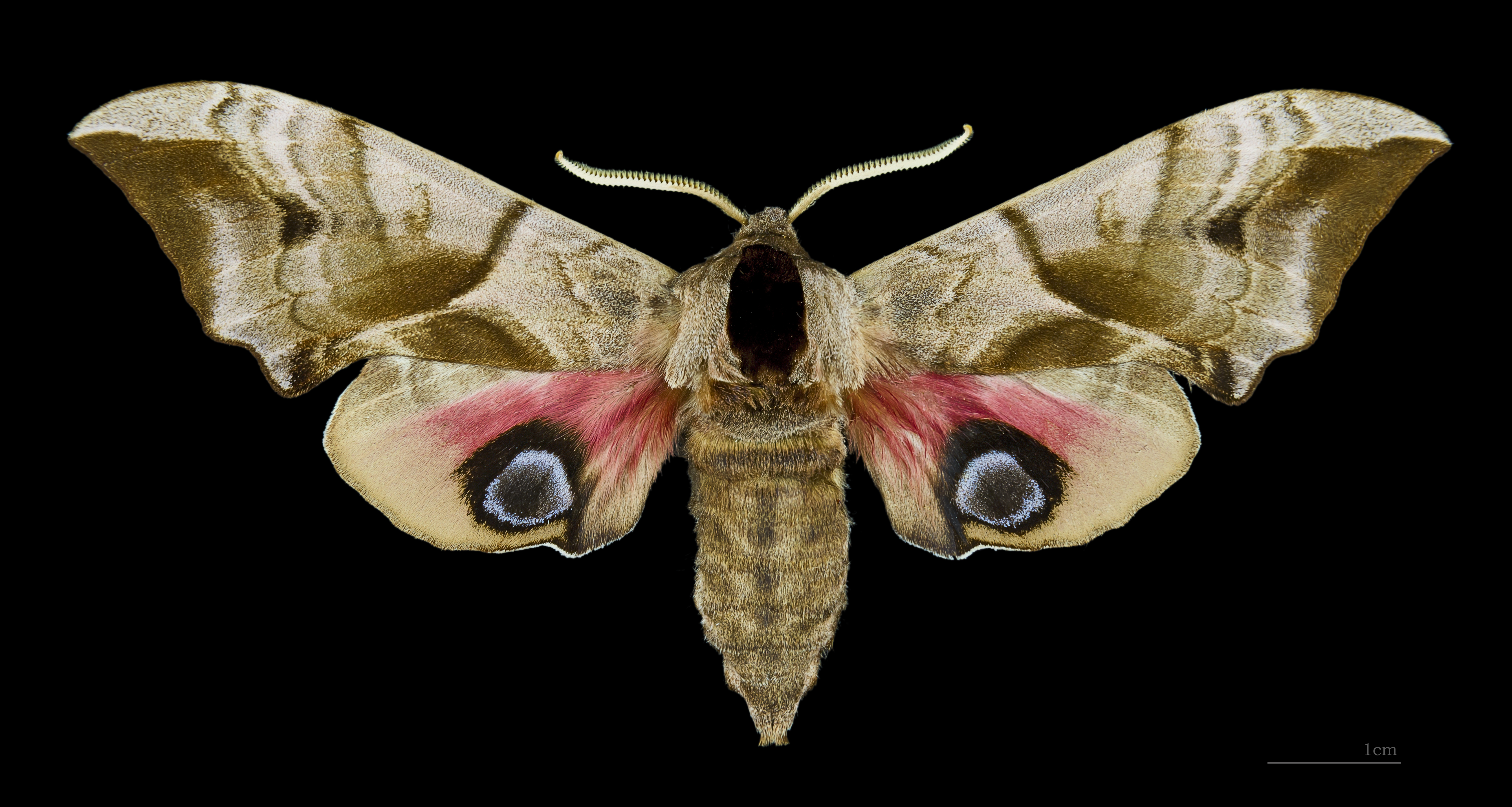
Smerinthus ocellata ♂
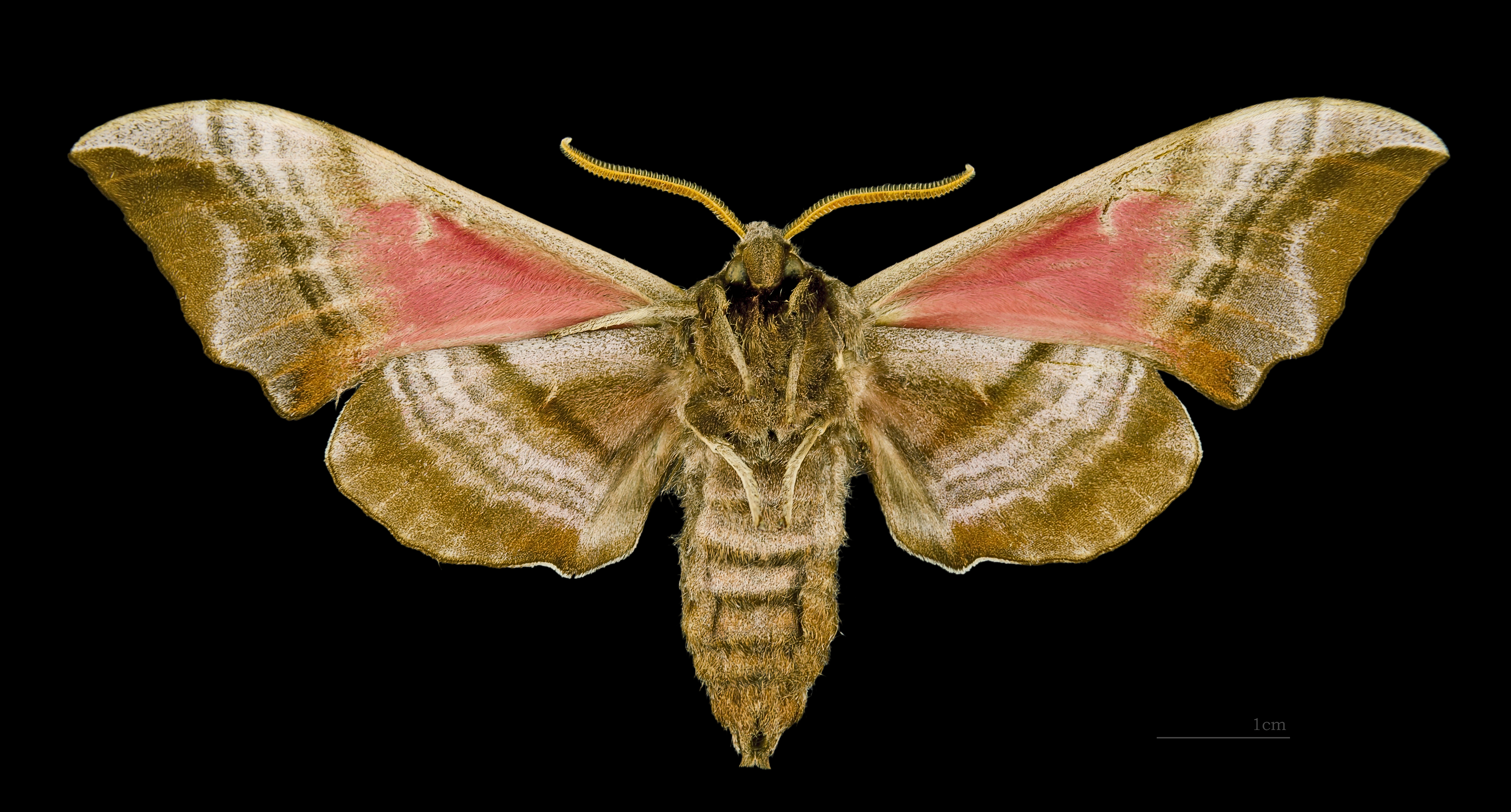
Smerinthus ocellata ♂  △
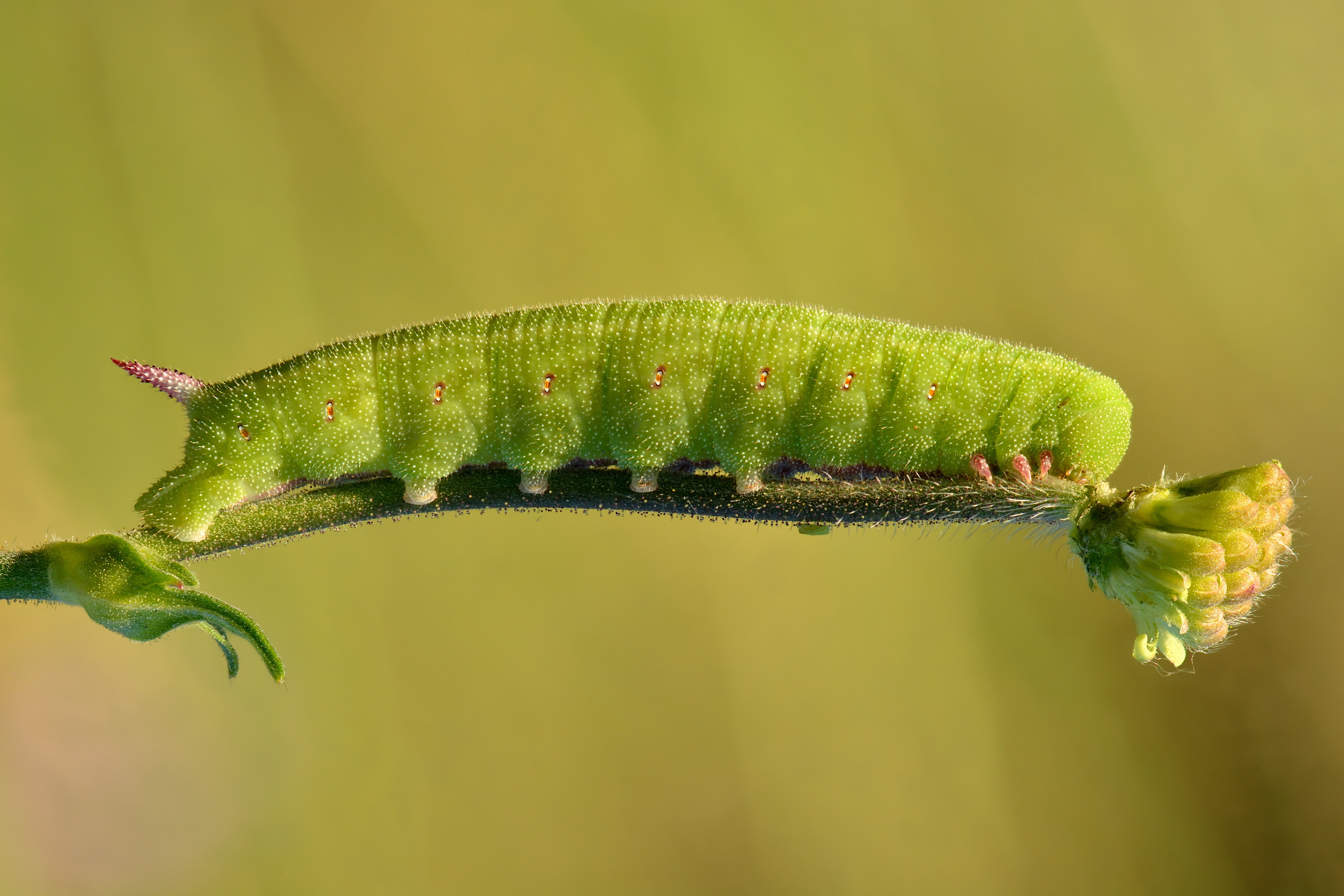
Omida

## Subspecii
- Smerinthus ocellatus ocellatus
- Smerinthus ocellatus atlanticus Austaut, 1890 [3]
- Smerinthus atlanticus protai Speidel & Kaltenbach, 1981 (Sardinia și Corsica)
- Smerinthus ocellatus atlanticus (câteodată considerată specie diferită)

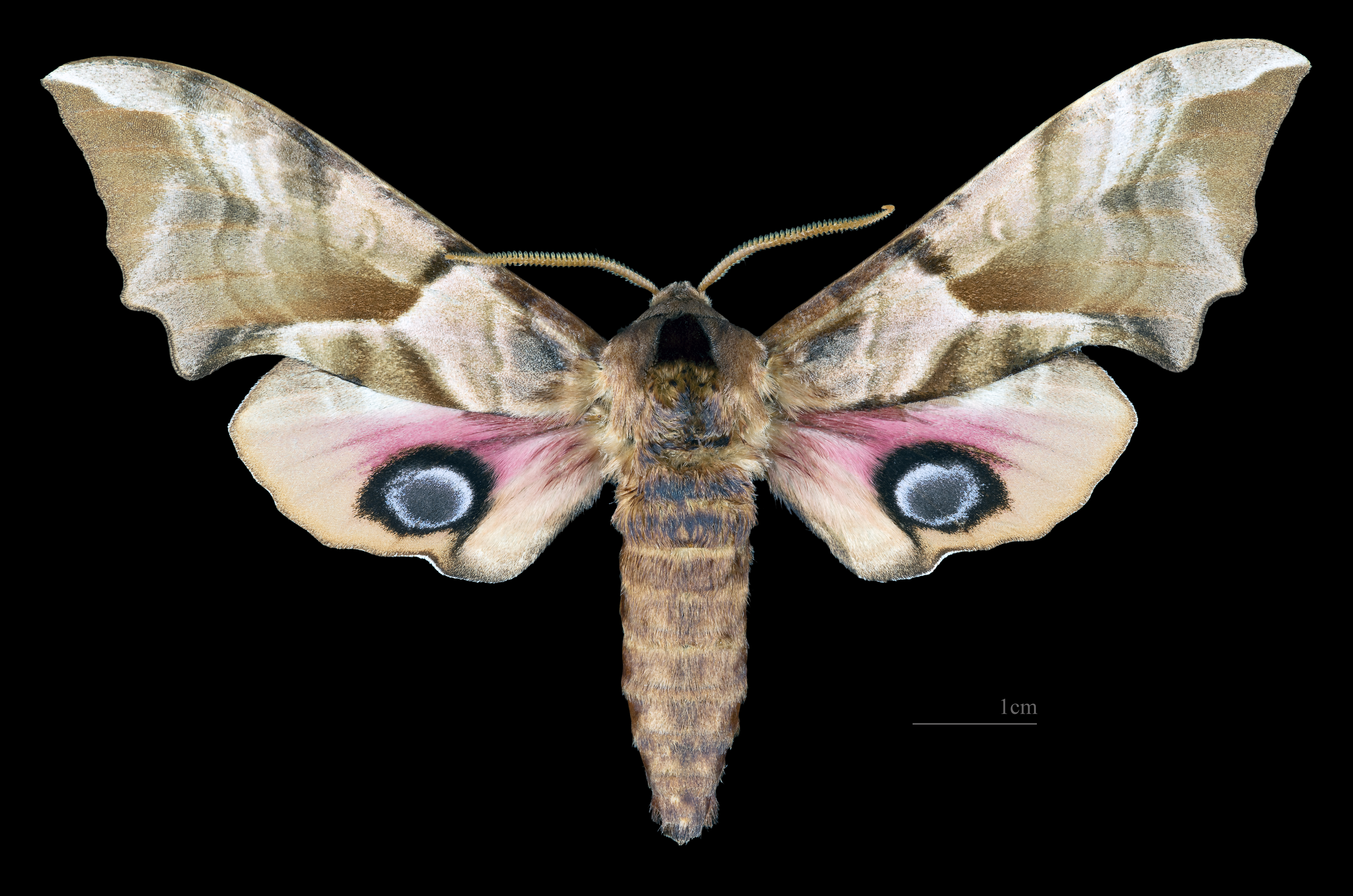
Smerinthus ocellata atlanticus ♂
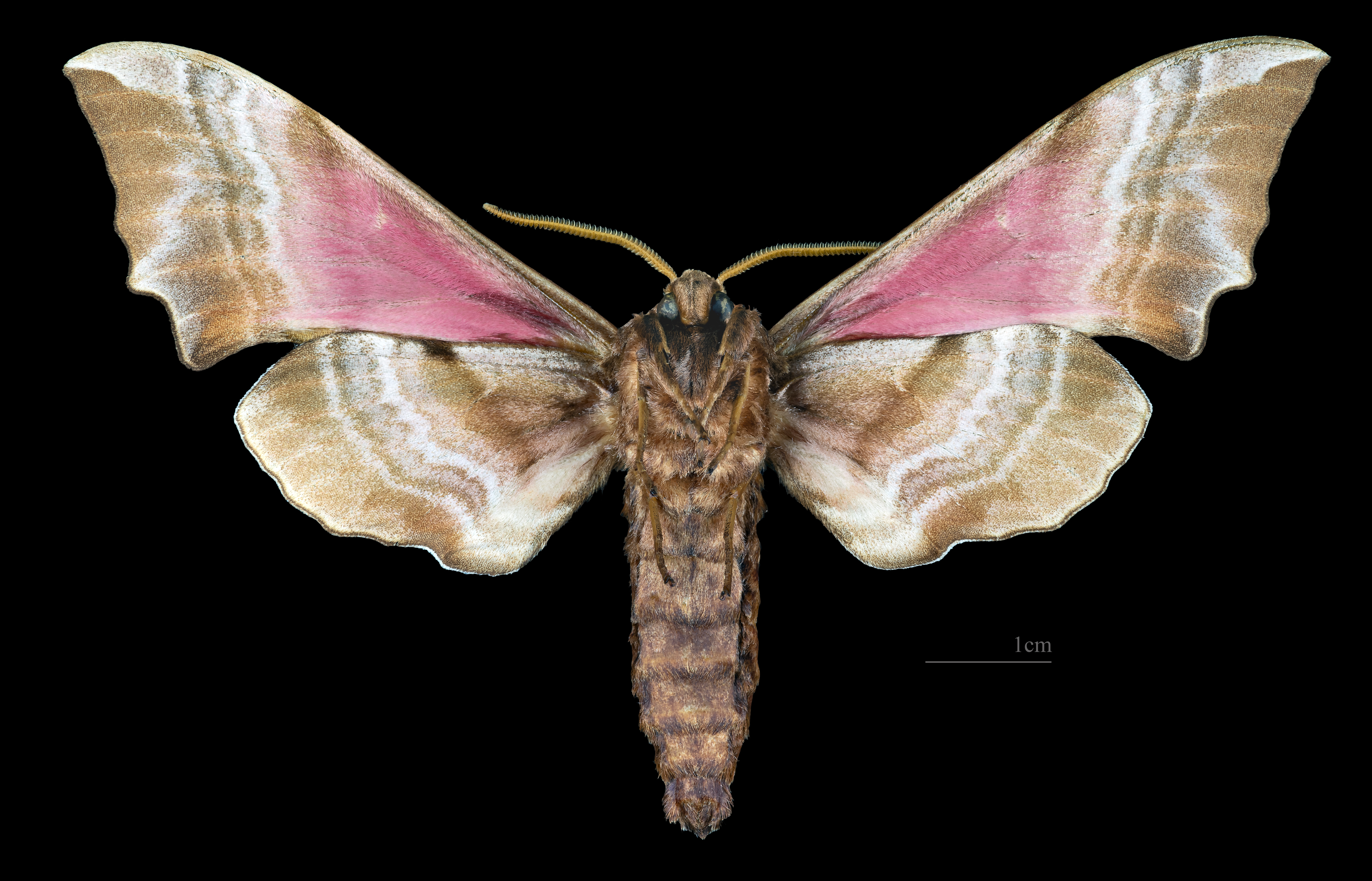
Smerinthus ocellata atlanticus ♂ △